# Isla de los Estados

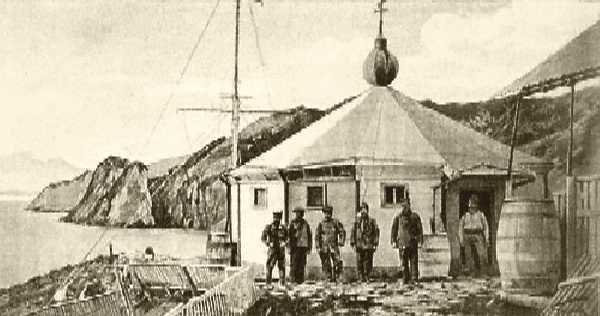
Ngọn hải đăng San Juan del Salvamento ở phía đông (1898)

Isla de los Estados (từ tiếng Hà Lan Stateneiland) là một đảo của Argentina nằm cách 29 kilômét (18 mi) từ điểm cực đông của Tierra del Fuego, hai đảo tách biệt qua eo biển Le Maire. Đảo được đặt tên theo Quốc hội Hà Lan (Staten-Generaal).
Đảo là bộ phận của tỉnh Tierra del Fuego của Argentina. Đảo được tuyên bố là một "khu bảo tồn sinh thái, 
lịch sử và du lịch cấp tỉnh", quyền tiếp cận bị hạn chế dành cho các chuyến du lịch từ Ushuaia.
Khu dân cư duy nhất là đồn hải quân Puerto Parry, nằm tại một vịnh hẹp sâu và hẹp trên bờ biển phía bắc của đảo. Đồn hải quân được thành lập vào năm 1978, giám sát việc bảo tồn môi trường và di chuyển của tàu, đồng thời cung cấp hỗ trợ khẩn cấp.

## Lịch sử
Trước khi người châu Âu đến, người Yamana từng đến đảo, họ cư trú tại các đảo ở phía nam của Isla Grande de Tierra del Fuego.
Người châu Âu đầu tiên tiếp cận với đảo là thuyền trưởng hải quân Tây Ban Nha Francisco de Hoces, đó là vào năm 1526 khi tàu San Lesmes thuộc đoàn thám hiểm Loaísa bị tách khỏi đoàn do bão, bị đẩy xuống phía nam của vĩ tuyến 55, trở thành người phát hiện một đảo lớn ở phía đông của Tierra del Fuego.
Gần một thế kỷ sau người Tây Ban Nha, các nhà thám hiểm người Hà Lan Jacob le Maire và Willem Schouten đi qua đảo vào ngày 25 tháng 12 năm 1615, đặt tên đảo là Staten Landt. Le Maire và Schouten cho tàu Eendracht đi qua một tuyến về phía nam của eo biển Magellan mà nay gọi là eo biển Le Maire. Ở phía bên trái, Le Maire ghi lại một đại lục mà ông gọi là Staten Landt; ông đưa ra giả thuyết rằng nó có lẽ là một phần của 'Lục địa phương Nam' lớn.
Cuộc thám hiểm của người Hà Lan đến Valdivia vào năm 1643 có mục đích là đi qua eo biển Le Maire nhưng gió mạnh khiến tàu dạt về phía nam và đông. Hạm đội nhỏ dưới quyền Hendrik Brouwer cố gắng để tiến vào Thái Bình Dương, họ đi về phía nam của đảo và bác bỏ niềm tin rằng đảo là bộ phận của Terra Australis.
Không người châu Âu nào được biết đến là từng định cư trên đảo trong hơn 200 năm. Đến năm 1862, hoa tiêu người Argentina Luis Piedrabuena lập một nơi trú ẩn gần Port Cook, và xây dựng một cơ sở nhỏ khai thác dầu hải cẩu trên đảo.
Vào ngày tết năm 1775, Thuyền trưởng James Cook đặt tên "New Years Port" cho địa điểm mà nay là "Puerto Año Nuevo". Các thợ săn hải cẩu lập một nhà máy ngắn hạn tại đây (1786-1787), nhưng từ bỏ nó sau khi tàu Duke of York bị đắm ở đây vào ngày 11 tháng 9 năm 1787 khi cung cấp vật tư cho đảo.
Đảo cũng được nhắc đến trong sách Two Years Before the Mast của Richard Henry Dana Jr., theo đó đây là vùng đất đầu tiên mà các nhân vật trông thấy sau khi rời khỏi San Diego. Ông miêu tả vùng đất là ". . .trơ trụi, nứt vỡ và bao bọc bởi đá và băng, đây đó, giữa những tảng đá và gò đồi bị nứt vỡ, có một chút thảm thực vật còi cọc gồm cây bụi. . ."
Hơn hai mươi năm sau, ngọn hải đăng San Juan del Salvamento được khánh thành vào ngày 25 tháng 5 năm 1884, bởi Comodoro Augusto Lasserre. Công trình này hoạt động cho đến tháng 9 năm 1900. Ngọn hải đăng được biết đến nhiều hơn với tên Faro del fin del mundo ("Ngọn hải đăng ở nơi tận cùng thế giới"), và được cho là truyền cảm hứng cho cuốn tiểu thuyết Ngọn hải đăng ở nơi tận cùng thế giới (1905) của Jules Verne. Một nhà tù quân sự được đặt trên đảo từ năm 1896 đến năm 1902. Nhà tù được chuyển đến Tierra del Fuego sau khi bị gió mạnh gây tổn hại.

## Địa lý
Đảo dài khoảng 65 km theo hướng đông tây và rộng 15 km, với diện tích 534 km2. Đảo bị lồi lõm sâu do các vịnh. Điểm cao nhất của đảo là 823 m, và được coi là điểm cao cuối cùng của dãy núi Andes. Đảo nhận được lượng mưa khoảng 2.000 mm mỗi năm.
Các đảo nhỏ và đá nằm quanh đảo, lớn nhất là đảo Observatorio cách 6,5 km về phía bắc, với diện tích 4 km2. Ở cuối phía đông của đảo là mũi St John, là một cột mốc cho các con tàu đi vòng qua đảo để tránh các dòng hải lưu và thủy triều của eo biển Le Maire ở phía tây.

## Địa chất
Hòn đảo này chủ yếu bao gồm thành hệ Jura Lemaire, bao gồm đá túp và dung nham. Tuy nhiên, Islas Año Nuevo, Isla Observatoria và vùng Caleta Lacroix trên bờ biển phía tây có sự lộ thiên của thành hệ Beauvoir kỷ Jura-Kỷ Phấn trắng, chủ yếu bao gồm đá phiến sét, đá bùn, đá vôi và đá xám, cùng với trầm tích sông băng phù sa, đất sét, cát và sỏi. Có ít nhất 18 vịnh hẹp, với các trầm tích băng kết hợp như băng tích và sét tảng lăn, đặc biệt phổ biến ở mũi San Antonio và mũi Colnett trên bờ biển phía bắc. Các vịnh hẹp chủ chốt trên bờ biển phía bắc gồm có Port Hoppner, Port Parry, Port Basil Hall, Port Año Nuevo, Port Cook, and Port San Juan Del Salvamento từ đông sang tây. Các vịnh hẹp chủ chốt trên bờ biển phía nam gồm có Bahía Capitan Cánepa, Port Lobo, Port Vancouver, and Bahía Blossom, từ đông sang tây. Mũi Kempe trên bờ biển phía nam nằm đối diện với mũi San Antonio.

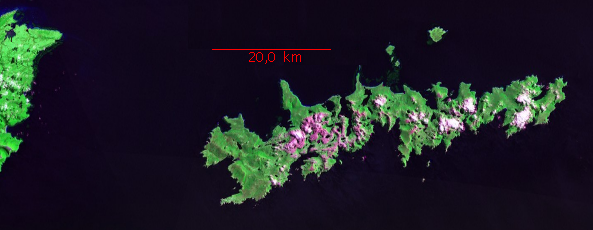
Hình ảnh Landsat Geocover 2000 của Isla de los Estados, với Tierra del Fuego ở bên trái

## Khí hậu
Đảo này có khí hậu lạnh và ẩm ướt, có đặc trưng là thời tiết thay đổi nhanh chóng và khó đoán giữa các ngày. Theo phân loại khí hậu Köppen, bất chấp có thảm thực vật, đảo được phân loại là có khí hậu lãnh nguyên ôn hòa (ET), khí hậu lạnh với nhiệt độ trung bình trong tháng ấm nhất là dưới 10 °C với lượng mưa dồi dào quanh năm.
Khí hậu của đảo bị ảnh hưởng mạnh mẽ từ hệ thống áp suất thấp cận cực phát triển xung quanh Vòng Nam Cực và các đại dương xung quanh. Nằm giữa khu áp cao bán cố định và áp thấp cận cực (không thay đổi cường độ trong năm và ít thay đổi theo mùa), đảo này phải hứng chịu gió tây quanh năm.
Nhiệt độ thấp quanh năm nhưng không có nhiệt độ cực thấp. Nhiệt độ trung bình vào mùa hè là 8,3 °C với nhiệt độ cực đại trung bình là 16,2 °C và 3,0 °C, trong khi vào mùa đông, nhiệt độ trung bình là 3,3 °C với nhiệt độ cực đại trung bình là 7,7 °C và −4 °C. Nhiệt độ trung bình thấp hơn so với Tierra del Fuego nhưng do ảnh hưởng ôn hòa của đại dương, nhiệt độ tối thấp trung bình cao hơn ở Tierra del Fuego. Các khu vực ven biển có nhiệt độ trung bình trên 0 °C trong tháng lạnh nhất trong khi các địa điểm ở độ cao lớn hơn có thể có nhiệt độ trung bình dưới 0 °C.
Mặc dù không có hồ sơ đáng tin cậy nào, người ta ước tính rằng đảo có lượng mưa trung bình khoảng 2.000 mm mỗi năm. Tuy nhiên, do địa thế nên lượng mưa rất khác nhau trên khắp đảo. Ở các phần phía đông của đảo, lượng mưa trung bình là 1.400 mm dựa trên dữ liệu của 4 năm. Mưa xảy ra thường xuyên trên đảo, trung bình 252 ngày có mưa.
Tháng 6 là tháng ẩm ướt nhất trong khi tháng 10 là khô hạn nhất. Giông bão rất hiếm. Tuyết thường xuyên rơi trong các tháng mùa đông, trung bình 33 ngày mặc dù tuyết cũng có thể rơi vào mùa thu và mùa xuân. Đảo có mây che phủ cao quanh năm, với 74% số ngày có mây. Tháng 6 là tháng nhiều mây nhất trong khi tháng 10 là tháng ít mây nhất. Sương mù không phổ biến, trung bình chỉ có 16 ngày mỗi năm. Tương tự như phần còn lại của Patagonia, đảo phải hứng chịu gió tây mạnh. Những cơn gió này thường mang theo hơi ẩm, dẫn đến các cơn bão thường xuyên. Tốc độ gió trung bình dao động từ mức cao nhất là 37 km/giờ vào tháng 8 đến mức thấp nhất là 24 km/giờ vào tháng 12.

## Sinh vật
Isla de los Estados có những khu rừng thấp rậm rạp của loài sồi phương nam Nothofagus. Đời sống động vật bao gồm chủ yếu là chim cánh cụt, cá voi, hải cẩu, hải âu và chim cốc, cũng như hươu và dê do con người du nhập đến. Đảo này là địa điểm của một trong những bầy sinh sản ở xa về phía nam Đại Tây Dương của loài chim cánh cụt Magellan. Ngay từ cuối thế kỷ 18, Isla de los Estados đã được sử dụng làm địa điểm săn bắt hải cẩu.

## Sách
- Ponce, Juan; Fernandez, Marilen (2014). Climate and Environmental History of Isla de Los Estados, Argentina. Srpinger. ISBN 978-94-007-4362-5.